# Ivar (luchador)
Todd Smith (nacido el 3 de marzo de 1984) es un luchador profesional estadounidense más conocido como Hanson, que actualmente trabaja para la WWE en la marca RAW bajo el nombre de Ivar. Es conocido por su trabajo en Ring of Honor, donde él y su compañero de equipo Raymond Rowe forman el stable Viking Raiders. 
Dentro de sus logros, está el haber sido cuatro veces Campeón en Parejas; dos veces Campeón en Parejas IWGP, una vez Campeón Mundial en Parejas de la ROH, una vez Campeón en Parejas de NXT y una vez Campeón en Parejas de Raw, todos estos junto a Rowe; y fue ganador del Top Prospect Tournament 2014.

## Carrera

### Primeros años
Smith es alumno de Killer Kowalski. Con esto, apareció dentro del circuito independiente en diversas empresas como Chaotic Wrestling, NWA New England, New England Championship Wrestling, Front Row Wrestling donde logró varios títulos, y tuvo un corto paso por WWE.

### Ring of Honor (2013-2017)
El 27 de julio, hizo su debut en un Four-way Match donde participaban Brian Fury, Kongo y Vinny Marseglia.
En 2014, participó en el Top Prospect Tournament de Ring of Honor, donde venció a Cheeseburger y Andrew Everett. En Wrestling's Finest, se enfrentó a Raymond Rowe en la fase final, derrotándolo y ganando el torneo. Después del torneo, Hanson comenzó a aparecer de manera regular y formó equipo junto a Rowe denominado War Machine. En ROH 12th Anniversary Show, fue vencido por Tommaso Ciampa por el Campeonato Mundial de la Televisión de la ROH.
En ROH 13th Anniversary Show, participó en un Four-way Match donde estaban Jay Briscoe, Tommaso Ciampa y Michael Elgin por el Campeonato Mundial de ROH pero no logró ganar. Tras la lucha, fue ayudado por Rowe. En Final Battle, derrotaron a The Kingdom (Michael Bennett & Matt Taven), ganando los Campeonatos Mundiales de Parejas de ROH.
En War Of The Worlds, vencieron a Chaos (Gedo y Kazuchika Okada), reteniendo los campeonatos pero luego, serían derrotados por The Addiction (Christopher Daniels y Frankie Kazarian, perdiendo los títulos. Posteriormente, perderían en sus dos intentos de revancha por los campeonatos.
En Undisputed Legacy, fueron derrotados junto a Jax Dane por The Kingdom por los Campeonatos Mundiales en Tríos de la ROH. En The Experience, fueron vencidos por The Young Bucks por los Campeonatos Mundiales en Parejas de la ROH.
A finales de 2017, Rowe y Hanson no renovaron contrato con ROH, dejando la empresa.

### New Japan Pro Wrestling (2016-2018)
En noviembre de 2016 debutarían en New Japan Pro Wrestling como miembros del torneo World Tag League, teniendo un récord de 4 victorias y 3 derrotas, sin lograr avanzar a la final. En Honor Rising, reaparecieron derrotando a The Young Bucks.
El 9 de abril ganarían los Campeonatos de Parejas IWGP, tras derrotar a los entonces campeones Tencozy (Hiroyoshi Tenzan y Satoshi Kojima). Los defenderían con éxito el 3 de mayo en el evento Wrestling Dontaku, donde derrotarían en un Three-Way Tag a los excampeones y a Guerrillas of Destiny (Tama Tonga y Tanga Loa). Perderían los campeonatos ante esos el 11 de julio en el evento Dominion 6.11. Recuperarían los campeonatos el 1 de julio en el evento G1 Special in USA, en una lucha sin descalificación. Los defenderían con éxito en 3 ocasiones, antes de perderlos el 9 de octubre en el evento Destruction ante Killer Elite Squad, en una lucha en la que también estuvieron Guerrillas of Destiny. Tuvieron su última lucha en NJPW el 5 de enero de 2018 en el evento de New Year's Dash, cuando junto con Hiroshi Tanahashi y Michael Elgin serían derrotados por Killer Elite Squad, Zack Sabre Jr. y Minoru Suzuki.

### WWE (2018-presente)

#### NXT Wrestling (2018-2019)
A inicios de 2018, se anunció la llegada de Hanson, junto a Raymond Rowe, Ricochet y Candice LeRae como parte de WWE. El 11 de abril en NXT, Hanson y Rowe debutaron atacando a Heavy Machinery (Otis Dozovic y Tucker Knight) y a Riddick Moss y Tino Sabbatelli. Tras esto, Hanson y Rowe fueron presentados como "War Raiders". El 18 de abril en NXT, Hanson debutó junto a Rowe derrotando a dos luchadores locales.

#### 2019-2020
El 15 de abril, debutaron en Raw, ganando en su debut.
En el Raw del 7 de septiembre, junto a Erik, Apollo Crews & Ricochet fueron derrotados por The Hurt Business(M.V.P, Bobby Lashley, Cedric Alexander & Shelton Benjamin), debido a que durante el combate se lesionó del cuello legítimamente, dejando a su compañero Erik iniciar una carrera en solitario, Ivar se sometió a una cirugía exitosa para reparar una lesión en el cuello.

#### 2021-presente
Ivar volvería a la acción del ring en la edición del 12 de abril de Raw, formando equipo con su compañero de equipo Erik enfrentándose a Shelton Benjmin y Cedric Alexander en un esfuerzo ganador. En el Raw emitido el 10 julio, derrotó al Campeón en Parejas de Raw AJ Styles. En Money In The Bank, junto a Erik se enfrentaron AJ Styles & Omos por los Campeonatos en Parejas de Raw, sin embargo perdieron. A la noche siguiente en Raw, junto a Erik & Riddle derrotaron a John Morrison, AJ Styles & Omos.
En Survivor Series, participó en el 25-Man Dual Brand Battle Royal en conmemoración a los 25 años de carrera de The Rock, junto a su compañero Erik eliminaron a Jinder Mahal, sin embargo fue eliminado por Shanky. 5 días después en SmackDown, participó en el Black Friday Invitational Battle Royal por una oportunidad al Campeonato Universal de la WWE de Roman Reigns, eliminando a Angel y seguido junto a su compañero Erik eliminaron a Humberto, sin embargo fue eliminado por Sheamus. En el SmackDown! emitido el 24 de diciembre, participó en el 12 Days for Christmas Gauntlet Match por una oportunidad por el Campeonato Intercontinental de la WWE de Shinsuke Nakamura, entrando de quinto, eliminando a Shanky, sin embargo fue eliminado por Sheamus.
En el SmackDown! emitido el 18 de febrero, derrotó a Jey Uso por descalificación debido a que Jimmy Uso le tiró un casco vikingo.
En el SmackDown WrestleMania Edition, participó en el André the Giant Memorial Battle Royal, sin embargo fue eliminado por ma.çé.
En el SmackDown! WrestleMania Edition, participó en el André the Giant Memorial Battle Royal, eliminando a Otis y a Akira Tozawa, sin embargo fue eliminado por Bronson Reed. 4 días después hizo una aparición en NXT en el episodio de NXT del 9 de abril, interrumpiendo a Oba Femi y seguidamente lo atacó, mostrando interés en su título Norteamericano.

## Campeonatos y logros
- Anarchy Championship Wrestling

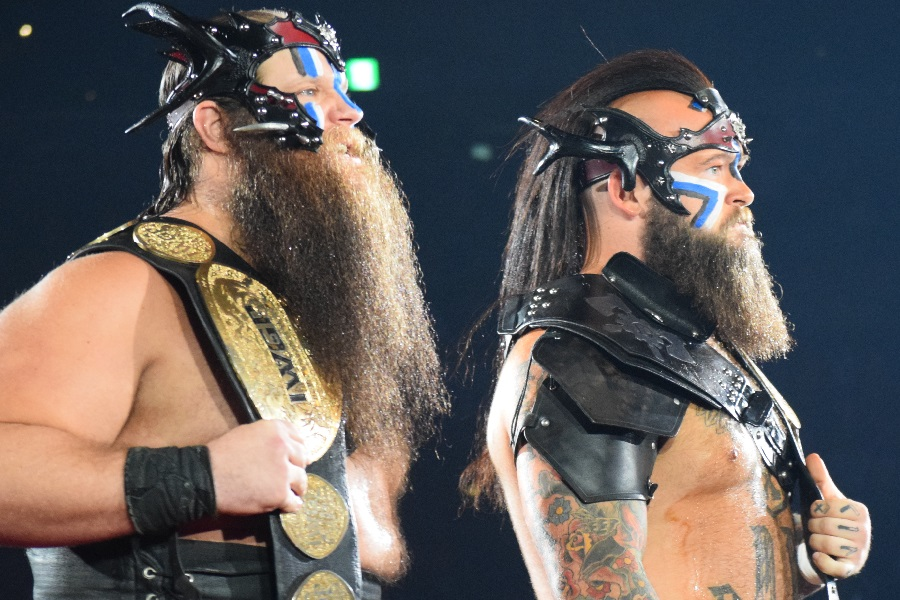
Rowe junto a Hanson como Campeonatos de Parejas IWGP

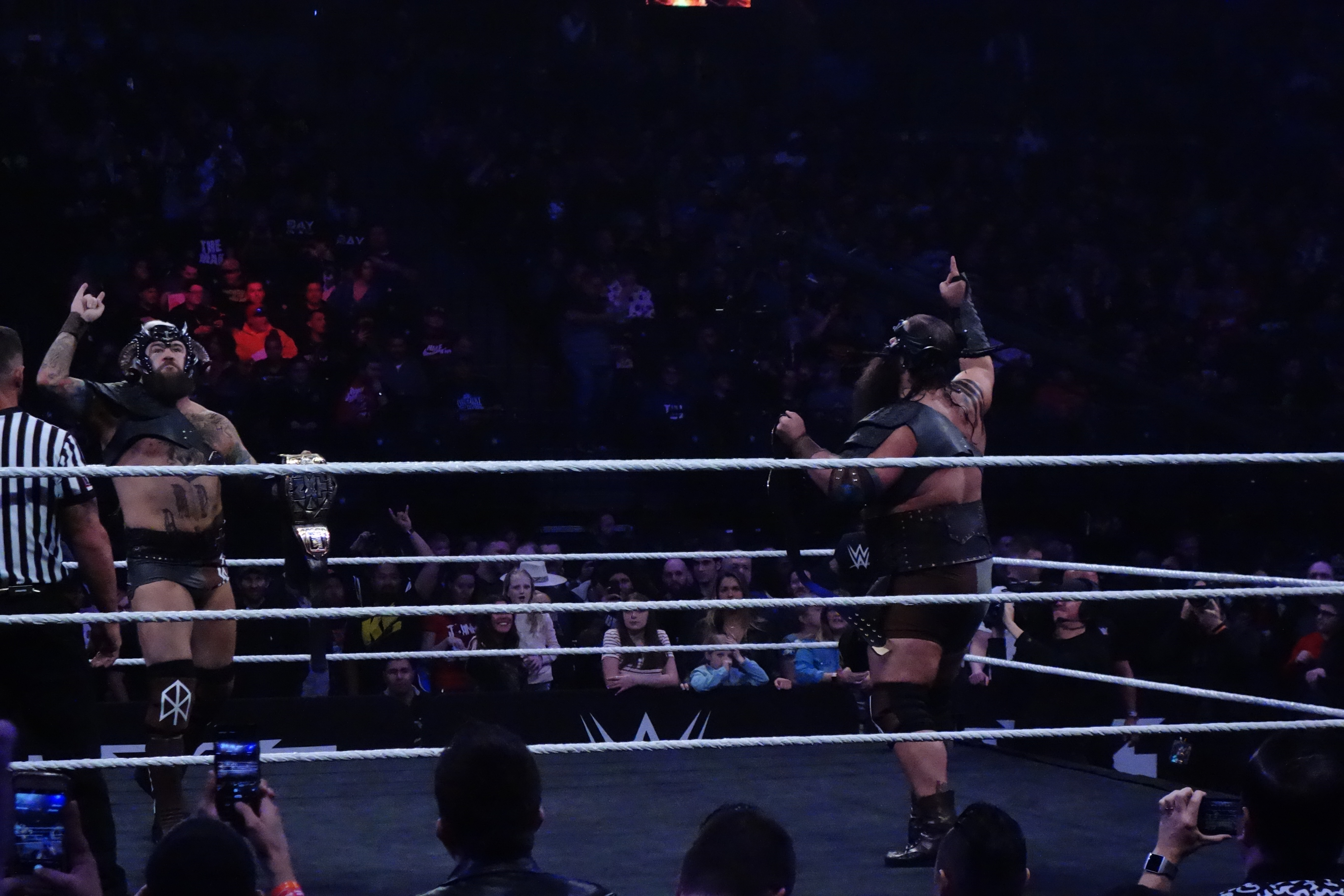
Rowe junto a Hanson como Campeones en Parejas de NXT

  - Anarchy Heavyweight Championship (1 vez)
  - World Hardcore Championship (1 vez)

- Brew City Wrestling
  - BCW Tag Team Championship (1 vez) - con Rowe

- New Japan Pro Wrestling
  - IWGP Tag Team Championship (2 veces) - con Rowe

- Ring of Honor/ROH
  - ROH World Tag Team Championship (1 vez) - con Rowe
  - Top Prospect Tournament (2014)

- VIP Wrestling
  - VIP Heavyweight Championship (2 veces)
  - VIP Tag Team Championship (1 vez) - con Rowe

- What Culture Pro Wrestling
  - WCPW Tag Team Championship (1 vez) - con Rowe

- WWE
  - Raw Tag Team Championship (2 veces, actual) - con Erik
- NXT Wrestling
  - NXT Tag Team Championship (1 vez) - con Rowe